# ザ・レジェンド (映画)
『ザ・レジェンド』（Outcast、白幽靈傳奇之絶命逃亡）は、2014年に製作されたアクション映画。アメリカ合衆国と中国とカナダの合同作品。ニコラス・パウエルの監督デビュー作。ジェームズ・ドーマーが脚本を務めた。出演はヘイデン・クリステンセン、ニコラス・ケイジ、リウ・イーフェイ、アンディ・オン。

## ストーリー
時は12世紀。十字軍で活躍していた歴戦の騎士ジェイコブとガレインは、虚しい戦いの日々に辟易し極東の中国へとそれぞれ旅立った。一方その中国では、皇帝が実子により暗殺され、国中に不穏な影が渦巻いていた。皇帝を暗殺した長男シンは、皇帝の座を継ぐのに邪魔な14歳の弟ジャオに皇帝殺害の罪を着せ、ジャオを殺害するよう兵に命じるが、ジャオは兄弟の姉であるリアンと共にすでに逃げ去った後だった。こうしてリアンとジャオは決死の逃避行を開始するが、とある酒場で二人はシンの兵に見つかってしまう。二人の絶体絶命の危機を救ったのはそこに居合わせたジェイコブだった。二人と出会ったことで再び戦う目的を見出したジェイコブは山中で盗賊の頭に身を落としていたガレインを説得し、たった数人で大多数を相手に戦う決意をするのだった。

## キャスト
※括弧内は日本語吹替
- ジェイコブ - ヘイデン・クリステンセン（浪川大輔）
- ガレイン - ニコラス・ケイジ（大塚明夫）
- リアン - リウ・イーフェイ（坂井恭子）
- シン - アンディ・オン（小林親弘）
- ジャオ - ビル・スー・ジアハーン（畠中祐）
- ペン - バイロン・ローソン（英語版）（古川裕隆）
- バオ - サイモン・チン（河合みのる）
- 皇帝 - シー・リヤーン（志村知幸）
- シャオリー - ココ・ワーン（宇山玲加）
- ガオ - シュイ・ウエイ（祐仙勇）
- チアン - チャオ・リーシン（田村真）
- アニカ - アノハ・ディアス・ボルト（品田美穂）
- ウー - フェルナンド・チーエン（さかき孝輔）

## 評価
レビュー・アグリゲーターのRotten Tomatoesでは23件のレビューで支持率は4%、平均点は3.20/10となった。Metacriticでは7件のレビューを基に加重平均値が33/100となった。